# Apollonio Domenichini
Apollonio Domenichini ou  Maestro della Fondazione Langmatt, dit Menichini ou il Menichino (Venise, 1715 - vers 1770) est un peintre italien de vedute actif à Venise entre 1740 et 1770.

## Biographie
Apollonio Domenichini, dit il Menichino, a été un élève de Luca Carlevarijs et Johan Richter. Il est surtout connu pour ses représentations picturales de vues de Venise et de ses environs. Son nom est enregistré dans les registres de la fraglia des peintres vénitiens en 1757, et il apparaît souvent comme le peintre de nombreux travaux envoyés par le marchand d'art Giovanni Maria Sasso au ministre anglais John Strange (en) durant la seconde moitié du XVIIIe siècle.
Son nom a été proposé comme étant le « maître de la Fondation Langmatt »,, nom issu de la série de treize vedute conservées par la Fondation Langmatt à Baden près de Zurich.

## Œuvres
- Vue de l'église de Santa Maria del Rosario à les Zattere Pinacoteca Querini Stampalia Venise
- Place Saint Marc à Venise, huile sur toile , 52,5 × 76,5 cm
- Venise, la Piazzetta, huile sur toile, 55 × 88 cm